# 1957 في الولايات المتحدة
فيما يلي قوائم الأحداث التي وقعت خلال عام 1957 في الولايات المتحدة.

## أحداث
- 4 أكتوبر – ليف إت تو بيفر

## سياسة

### تعيين في المنصب
- 1 يناير – روبرت أ. جرانت القاضي الفيدرالي للولايات المتحدة.
- 1 يناير – ليمان ليمنيتزر نائب رئيس أركان جيش الولايات المتحدة [الإنجليزية]‏.
- 3 يناير – جون أنطوني بيرنز عضو مجلس النواب الأمريكي.
- 3 يناير – جون وليام براون حاكم ولاية أوهايو  [لغات أخرى]‏.
- 3 يناير – هيرمان تالمادج عضو مجلس الشيوخ الأمريكي.
- 7 يناير – فيرنون والاس طومسون حاكم ولاية ويسكونسن [الإنجليزية]‏.
- 7 يناير – مارك هاتفيلد وزير خارجية أوريغون [الإنجليزية]‏.
- 9 يناير – جون ديفيس حاكم شمال داكوتا [الإنجليزية]‏.
- 1 أبريل – توماس غيتس الابن الأمين العام.
- 29 يوليو – روبرت ب. أندرسون وزير الخزانة الأمريكي.
- 23 أكتوبر – وليام روجرز نائب عام الولايات المتحدة.

### انتهاء فترة المنصب
- 1 يناير – جون أف. سيمز حاكم نيومكسيكو [الإنجليزية]‏.
- 1 يناير – مارك هاتفيلد عضو مجلس ولاية أوريغون.
- 3 يناير – جون وليام براون نائب حاكم ولاية أوهايو [الإنجليزية]‏،حاكم ولاية أوهايو  [لغات أخرى]‏.
- 3 يناير – جيمس هندرسون داف عضو مجلس الشيوخ الأمريكي.
- 3 يناير – كريستيان هيرتر حاكم ماساتشوستس [الإنجليزية]‏.
- 2 مايو – جوزيف مكارثي عضو مجلس الشيوخ الأمريكي.
- 15 أغسطس – آرثر رادفورد رئيس هيئة الأركان المشتركة الأمريكية.
- 28 أغسطس – جيمس ليندسي ألموند Attorney General of Virginia [الإنجليزية]‏.
- 8 أكتوبر – تشارلز إروين ويلسون وزير الدفاع الأمريكي.
- 23 أكتوبر – هربرت براونيل نائب عام الولايات المتحدة.

## رياضة
- 1 يناير – إنديانابوليس 500 سنة 1957

## ظهور
- 1 يناير – الإخوة إيفيرلي
- 1 يناير – جي كيو
- 1 يناير – سايمون وغارفنكل
- 1 يناير – موسيقى بيكرسفيلد
- 1 يناير – AR-15

## أفلام
من الأفلام التي صدرت هذه السنة في الولايات المتحدة:
- 1 يناير – الرائحة الحلوة للنجاح من إخراج الكسندر ماكندريك.
- 1 يناير – امرأة التصميمات من إخراج فنسنت مينيلي.
- 1 يناير – جسر على نهر كواي من إخراج ديفيد لين.
- 1 يناير – جوكر البرية من إخراج تشارلز فيدور، أوسكار ساول، أرت كون.
- 1 يناير – دروب المجد من إخراج ستانلي كوبريك.
- 1 يناير – سايونارا من إخراج جوشوا لوغان.
- 1 يناير – مقاطعة رينتري من إخراج إدوارد دميتريك.
- 1 يناير – موضع بايتون من إخراج مارك روبسون.
- 1 يناير – وجوه حواء الثلاثة من إخراج نونالي جونسون.
- 10 أبريل – 12 رجلا غاضبا من إخراج سيدني لوميت.
- 17 أكتوبر – حول العالم في 80 يوما من إخراج مايكل أندرسون (مخرج أفلام)، جون فارو.
- 17 ديسمبر – شاهد على المحاكمة من إخراج بيلي وايلدر.

## برامج ومسلسلات وأنمي
- أز ذا وورلد تيرنز
- الأب أعلم
- غايدنغ لايت
- غان سموك

## موسيقى

### أغاني
من الأغاني التي صدرت هذه السنة في الولايات المتحدة:
- 24 سبتمبر – جيلهاوس روك من غناء إلفيس بريسلي.

## كتب
من الكتب التي صدرت هذه السنة في الولايات المتحدة:
- 1 يناير – الجندي والدولة من تأليف صامويل هنتنجتون.
- 12 مارس – القط ذو القبعة من تأليف دكتور سوس.
- 24 نوفمبر – كيف سرق جرينش عيد الميلاد! من تأليف دكتور سوس.

## مواليد

### يناير
- 1 يناير – جورج ماير
- 1 يناير – ديكلان كوين مصور سينمائي أمريكي.
- 1 يناير – روبرت لستغ
- 1 يناير – غاري دبليو كلير كاتب من الولايات المتحدة الأمريكية.
- 1 يناير – لورنزو دي بونافينتورا منتج أفلام أمريكي.
- 1 يناير – لين كوكس سباحة أمريكية.
- 1 يناير – مادلين سميث أوسبرن ممثلة أمريكية.
- 1 يناير – مارك هيرد رجل أعمال أمريكي.
- 1 يناير – ميتشيل بيكر
- 1 يناير – هيلين ديفيت كاتب أمريكي.
- 3 يناير – بول موكيسكي
- 4 يناير – تيري كروسبي لاعب كرة سلة أمريكي.
- 4 يناير – وين كريكلو لاعب كرة سلة أمريكي.
- 5 يناير – توني برايس لاعب كرة سلة من الولايات المتحدة الأمريكية.
- 7 يناير – كاتي كوريك صحفية أمريكية.
- 8 يناير – سيدريك هوردجس لاعب كرة سلة من الولايات المتحدة الأمريكية.
- 8 يناير – كالفين نات لاعب كرة سلة أمريكي.
- 9 يناير – ستيف سكويرز عالم فلك أمريكي.
- 10 يناير – باولا سميث لاعبة كرة مضرب أمريكية.
- 11 يناير – داريل دوكنز
- 12 يناير – جون لاسيتر
- 13 يناير – ميتش غرين ملاكم من الولايات المتحدة الأمريكية.
- 17 يناير – ستيف هارفي
- 18 يناير – ستيف شيهان
- 19 يناير – ستيف سامبسون
- 23 يناير – فرانكي ساندرز لاعب كرة سلة أمريكي.
- 24 يناير – ديفيد جاكو ملاكم من الولايات المتحدة الأمريكية.
- 24 يناير – مارك إيتون لاعب كرة سلة أمريكي.
- 25 يناير – أندي هاريس سياسي أمريكي.
- 25 يناير – روبرت رايت صحفي من الولايات المتحدة الأمريكية.
- 27 يناير – فرانك ميلر
- 27 يناير – هاري ديفيس لاعب كرة سلة أمريكي.

### فبراير
- 1 فبراير – سيلك كوزارت ممثل أمريكي.
- 6 فبراير – كاثي نجيمي ممثلة أمريكية.
- 14 فبراير – ريجي كينغ لاعب كرة سلة أمريكي.
- 14 فبراير – مايكل وليامز منتج أفلام من الولايات المتحدة الأمريكية.
- 18 فبراير – سيلفستر نوريس لاعب كرة سلة أمريكي.
- 18 فبراير – فانا وايت
- 23 فبراير – مارك فاينز لاعب كرة مضرب أمريكي.
- 26 فبراير – كوني كاربنتر-فيني
- 28 فبراير – جون تورتورو

### مارس
- 4 مارس – غاري بيتي
- 4 مارس – مايكلتي ويليامسون ممثل أمريكي.
- 6 مارس – إدي ديزن
- 12 مارس – ريكي ويليامز لاعب كرة قدم أمريكي.
- 12 مارس – ليزلي ألن لاعبة كرة مضرب من الولايات المتحدة.
- 13 مارس – جون هويفان سياسي أمريكي.
- 13 مارس – دانيال ليخت
- 15 مارس – ديفيد سيلفرمان
- 15 مارس – ماري كاريو
- 19 مارس – دودلي برادلي لاعب كرة سلة أمريكي.
- 19 مارس – كريستوفر موراي
- 20 مارس – ايمي أكينو ممثلة أمريكية.
- 20 مارس – جيسي فيرغسون ملاكم من الولايات المتحدة الأمريكية.
- 20 مارس – سبايك لي
- 20 مارس – كريس ويدج
- 23 مارس – أماندا بلامر ممثلة أمريكية.
- 24 مارس – سكوت هورويتز رائد فضاء أمريكي.
- 27 مارس – كارولين وليامز ممثلة أمريكية.
- 29 مارس – كرستوفر لامبيرت
- 29 مارس – مايكل فورمان رائد فضاء أمريكي.
- 30 مارس – بول ريزر
- 31 مارس – باتريك فورستر رائد فضاء أمريكي.

### أبريل
- 1 أبريل – بويد رذرفورد سياسي أمريكي.
- 2 أبريل – باربارا جوردن لاعبة كرة مضرب أمريكية.
- 3 أبريل – تشارلز جونز لاعب كرة سلة من الولايات المتحدة الأمريكية.
- 5 أبريل – كاثرين هاريس سياسية من الولايات المتحدة.
- 9 أبريل – كايل ميسي
- 11 أبريل – مارك كينيدي سياسي من الولايات المتحدة الأمريكية.
- 12 أبريل – فينس غيل مغني وموسيقار أمريكي.
- 15 أبريل – إيفلين أشفورد
- 17 أبريل – دون كيسي
- 18 أبريل – جيني
- 22 أبريل – ألان كامبل ممثل من الولايات المتحدة الأمريكية.
- 22 أبريل – توماس دريك
- 25 أبريل – جوني هاي لاعب كرة سلة أمريكي.
- 29 أبريل – تيموثي تريدويل مخرج أفلام من الولايات المتحدة الأمريكية.
- 30 أبريل – دوان جي كاري رائد فضاء أمريكي.

### مايو
- 1 مايو – دون هوبر لاعب كرة قدم من الولايات المتحدة الأمريكية.
- 1 مايو – ريتشارد سويت سياسي أمريكي.
- 1 مايو – ستيف مرتزكي مصمم ألعاب من الولايات المتحدة الأمريكية.
- 1 مايو – كريغ شيلتون لاعب كرة سلة أمريكي.
- 2 مايو – دومينيك ل. بودويل غوري رائد فضاء أمريكي.
- 3 مايو – ويليام كلاي فورد الابن
- 5 مايو – لوز مور لاعب كرة سلة أمريكي.
- 7 مايو – نيد بيلامي ممثل أمريكي.
- 9 مايو – ديكي إكلوند ملاكم من الولايات المتحدة الأمريكية.
- 12 مايو – رينيه بلونت لاعبة كرة مضرب من الولايات المتحدة الأمريكية.
- 13 مايو – ألان بول كاتب سيناريو أمريكي.
- 14 مايو – وليام جي غريغوري رائد فضاء أمريكي.
- 16 سبتمبر – كريس مايوت لاعب كرة مضرب من الولايات المتحدة.
- 17 مايو – وينفرد بوينس لاعب كرة سلة أمريكي.
- 18 مايو – روب بارتليت
- 19 مايو – بيل لايمبير لاعب كرة سلة أمريكي.
- 20 مايو – بيل ويلوبي لاعب كرة سلة أمريكي.
- 21 مايو – جدج راينهولد
- 21 مايو – جيمس بيلي لاعب كرة سلة أمريكي.
- 22 مايو – دون نيومان
- 25 مايو – هيلاري بيلي سميث ممثلة أمريكية.
- 27 مايو – ألين ليفيل لاعب كرة سلة أمريكي.
- 27 مايو – تشيلسي فيلد ممثلة أمريكية.
- 27 مايو – ديفيد غرينوود لاعب كرة سلة أمريكي.
- 29 مايو – تيد ليفين ممثل أمريكي.

### يونيو
- 5 يونيو – شاري أريسون
- 6 يونيو – أوليفر ماك لاعب كرة سلة أمريكي.
- 8 يونيو – سكوت آدامز
- 10 يونيو – بول دوكينز لاعب كرة سلة أمريكي.
- 13 يونيو – بروس فلاورز لاعب كرة سلة أمريكي.
- 14 يونيو – جاي روتش مخرج أفلام أمريكي.
- 14 يونيو – منى سيمبسون روائية أمريكية.
- 16 يونيو – لي جونسون لاعب كرة سلة أمريكي.
- 17 يونيو – جون غريز
- 18 يونيو – اندريا إيفانز ممثلة من الولايات المتحدة الأمريكية.
- 19 يونيو – ترينت فرانكس سياسي أمريكي.
- 21 يونيو – مايكل بوين ممثل أمريكي.
- 22 يونيو – تشارلز ويتني لاعب كرة سلة أمريكي.
- 22 يونيو – كيث ماكورد لاعب كرة سلة أمريكي.
- 23 يونيو – فرانسيس مكدورماند ممثلة أمريكية.
- 24 يونيو – جون فارمر سياسي أمريكي.
- 24 يونيو – مارك فنسنت باركنسون سياسي أمريكي.
- 25 يونيو – ريجي جونسون لاعب كرة سلة من الولايات المتحدة الأمريكية.
- 28 يونيو – جيم سباناركيل لاعب كرة سلة أمريكي.

### يوليو
- 2 يوليو – بورفيس شورت لاعب كرة سلة أمريكي.
- 3 يوليو – كين أوبر
- 4 يوليو – جوان أولدهام لاعب كرة سلة أمريكي.
- 5 يوليو – جيمس تيليس ملاكم من الولايات المتحدة الأمريكية.
- 6 يوليو – سوزان فورد مصورة أمريكية.
- 9 يوليو – جيم باكسون لاعب كرة سلة من الولايات المتحدة الأمريكية.
- 10 يوليو – رون كلاين سياسي أمريكي.
- 10 يوليو – سيندي شيهان
- 12 يوليو – ريك هزبند رائد فضاء أمريكي.
- 12 يوليو – سكوت سبيتشر ضابط من الولايات المتحدة الأمريكية.
- 13 يوليو – كاميرون كرو
- 20 يوليو – روي هاميلتون لاعب كرة سلة من الولايات المتحدة الأمريكية.
- 21 يوليو – جون لوفيتز
- 23 يوليو – لاري ستيفانكي لاعب كرة مضرب أمريكي.
- 23 يوليو – نيكوس غاليس
- 25 يوليو – دانيال دبليو بورش رائد فضاء أمريكي.
- 26 يوليو – نانا فيسيتور
- 26 يوليو – نك دي فيرميان
- 27 يوليو – جيمس راي لاعب كرة سلة من الولايات المتحدة الأمريكية.
- 27 يوليو – مات أوسبرن مصارع محترف من الولايات المتحدة الأمريكية.
- 29 يوليو – جين رومتي
- 30 يوليو – بيل كارترايت
- 30 يوليو – هوارد سكوت وارشو
- 31 يوليو – ديرك بلوكر

### أغسطس
- 1 أغسطس – لورا جونسون ممثلة أمريكية.
- 5 أغسطس – دونزيليا أبيرناثي
- 8 أغسطس – إيليا تيليري ملاكم من الولايات المتحدة الأمريكية.
- 15 أغسطس – ماثيو وايت لاعب كرة سلة أمريكي.
- 17 أغسطس – تيم باجلي ممثل أمريكي.
- 18 أغسطس – دينيس ليري
- 19 أغسطس – مارتن دونوفان ممثل أمريكي.
- 21 أغسطس – جيمس إي روغان سياسي أمريكي.
- 28 أغسطس – دانييل ستيرن ممثل أمريكي.

### سبتمبر
- 1 سبتمبر – جو كوبر لاعب كرة سلة أمريكي.
- 3 سبتمبر – إيرل كورتون لاعب كرة سلة أمريكي.
- 4 سبتمبر – خاندي اليكساندر
- 5 سبتمبر – تشارلز سترود لاعب كرة مضرب من الولايات المتحدة الأمريكية.
- 7 سبتمبر – لينبيرت جونسون لاعب كرة سلة أمريكي.
- 8 سبتمبر – هيذر توماس ممثلة أمريكية.
- 10 سبتمبر – بيلي ريد
- 11 سبتمبر – جيه جونسون محامي من الولايات المتحدة الأمريكية.
- 13 سبتمبر – كيث بلاك جراح أعصاب من الولايات المتحدة الأمريكية.
- 15 سبتمبر – وايلي بيك لاعب كرة سلة أمريكي.
- 16 سبتمبر – كريس مايوت لاعب كرة مضرب من الولايات المتحدة.
- 17 سبتمبر – غريغ كيلسير لاعب كرة سلة أمريكي.
- 19 سبتمبر – ريتشارد لينيهان رائد فضاء أمريكي.
- 21 سبتمبر – إيثان كوين
- 21 سبتمبر – جورجي توريس لاعب كرة سلة بورتوريكي.
- 21 سبتمبر – سيدني مونكريف
- 22 سبتمبر – تيد ويليامز
- 24 سبتمبر – براد بيرد
- 24 سبتمبر – ليمان بيج عالم فلك أمريكي.
- 25 سبتمبر – مايكل مادسن ممثل أمريكي.
- 28 سبتمبر – كيم جونز لاعبة كرة مضرب من الولايات المتحدة.
- 29 سبتمبر – أندرو كلاي
- 29 سبتمبر – ديفيد جريلز درّاج طريق من الولايات المتحدة الأمريكية.
- 30 سبتمبر – فران دريشر

### أكتوبر
- 1 أكتوبر – توني زينو لاعب كرة سلة أمريكي.
- 4 أكتوبر – بيل فاجيرباك ممثل أمريكي.
- 5 أكتوبر – بيرني ماك ممثل أمريكي.
- 8 أكتوبر – جوزيف عطية
- 10 أكتوبر – ريجي كارتر لاعب كرة سلة أمريكي.
- 15 أكتوبر – ألفي كون
- 16 أكتوبر – مايكل ويلي لاعب كرة سلة أمريكي.
- 17 أكتوبر – بيل مايفيلد لاعب كرة سلة من الولايات المتحدة الأمريكية.
- 17 أكتوبر – فنسنت فان باتن
- 17 أكتوبر – لورانس بندر منتج أفلام أمريكي.
- 20 أكتوبر – هيلدا سوليس سياسية من الولايات المتحدة الأمريكية.
- 23 أكتوبر – مارتن لوثر كينغ الثالث
- 25 أكتوبر – نانسي كارترايت
- 29 أكتوبر – جون ستراود لاعب كرة سلة من الولايات المتحدة الأمريكية.
- 29 أكتوبر – دان كاستلانيتا
- 30 أكتوبر – كيفين بولك
- 31 أكتوبر – برايان ستوكس ميتشيل ممثل أمريكي.

### نوفمبر
- 2 نوفمبر – ميخائيل سميث ممثل أمريكي.
- 3 نوفمبر – ألتون بيرد لاعب كرة سلة أمريكي.
- 3 نوفمبر – ستيف جونسون لاعب كرة سلة من الولايات المتحدة الأمريكية.
- 6 نوفمبر – كام كلارك
- 7 نوفمبر – كينغ كونغ بوندي
- 8 نوفمبر – جيف هيوستن لاعب كرة سلة أمريكي.
- 12 نوفمبر – نورمان بلاك
- 13 نوفمبر – باميلا سولتيس عالمة نبات أمريكية.
- 13 نوفمبر – كريس نوث ممثل أمريكي.
- 22 نوفمبر – آلان ستيرن عالم فلك من الولايات المتحدة الأمريكية.
- 23 نوفمبر – أندرو توني لاعب كرة سلة أمريكي.
- 25 نوفمبر – تيري ستوتس
- 27 نوفمبر – روني فالنتاين لاعب كرة سلة أمريكي.
- 27 نوفمبر – كارولين كنيدي
- 29 نوفمبر – جانيت نابوليتانو
- 30 نوفمبر – مارغريت سبيلينغز سياسية من الولايات المتحدة الأمريكية.

### ديسمبر
- 4 ديسمبر – إريك ريموند
- 6 ديسمبر – أندرو كومو سياسي أمريكي.
- 6 ديسمبر – بيل هانزليك
- 9 ديسمبر – دوني أوزموند
- 9 ديسمبر – مايك هاربر لاعب كرة سلة أمريكي.
- 10 ديسمبر – كيفن تراسي
- 10 ديسمبر – مايكل كلارك دانكن
- 13 ديسمبر – ستيف بوشيمي
- 14 ديسمبر – تيم كون
- 19 ديسمبر – روبن كاستيلو ملاكم من الولايات المتحدة الأمريكية.
- 19 ديسمبر – كيفن مكهيل لاعب كرة سلة أمريكي.
- 19 ديسمبر – مايكل إي فوسوم رائد فضاء أمريكي.
- 20 ديسمبر – جويس هيسر
- 20 ديسمبر – ليروي وجينز لاعب كرة سلة أمريكي.
- 21 ديسمبر – راي رومانو
- 27 ديسمبر – تيم ويذرسبون ملاكم من الولايات المتحدة الأمريكية.
- 27 ديسمبر – غريغ مورتنسون
- 29 ديسمبر – بروس بوتلر

## وفيات

### يناير
- 1 يناير – جون فريند ماهوني (مواليد 1889) طبيب أمريكي.
- 1 يناير – والاس هاو (مواليد 1878) ممثل أمريكي.
- 2 يناير – ويلسون براون (مواليد 1882) ضابط من الولايات المتحدة الأمريكية.
- 6 يناير – جون تود زيمر (مواليد 1889)
- 8 يناير – تشارلز إدوارد أموري ينسلو (مواليد 1877)
- 13 يناير – جيروم فرانك (مواليد 1889) حقوقي أمريكي.
- 14 يناير – همفري بوغارت (مواليد 1899) ممثل أمريكي.
- 26 يناير – وليام إيث (مواليد 1918)

### فبراير
- 5 فبراير – بين هارداواي (مواليد 1897) ممثل أمريكي.
- 10 فبراير – لورا إنغالز وايلدر (مواليد 1867)
- 18 فبراير – هنري نوريس راسيل (مواليد 1877) عالم فلك أمريكي.

### مارس
- 4 مارس – إيفارتس أمبروز غراهام (مواليد 1883)
- 11 مارس – ريتشارد إيفلين بيرد (مواليد 1888)
- 14 مارس – بوب بورنس (مواليد 1884) ممثل أمريكي.
- 15 مارس – نيلسون جورج كراسكيل (مواليد 1889) سياسي أمريكي.

### أبريل
- 7 أبريل – أليس روه (مواليد 1876)
- 7 أبريل – جورج صامويل كلاسون (مواليد 1874)
- 14 أبريل – فرانسيس ج بينديكت (مواليد 1870) أخصائي تغذية من الولايات المتحدة الأمريكية.
- 17 أبريل – آرثر سكوت كينغ (مواليد 1876)
- 30 أبريل – كاثلين أتكينسون (مواليد 1875) لاعبة كرة مضرب من الولايات المتحدة.

### مايو
- 1 مايو – غرانت ميتشيل (مواليد 1874) ممثل أمريكي.
- 2 مايو – جوزيف مكارثي (مواليد 1908) سياسي أمريكي.

### يوليو
- 8 يوليو – غريس كوليدج (مواليد 1879) سياسية من الولايات المتحدة الأمريكية.
- 28 يوليو – مايك أودود (مواليد 1895) ملاكم من الولايات المتحدة الأمريكية.

### أغسطس
- 7 أغسطس – أوليفر هاردي (مواليد 1892)
- 16 أغسطس – إرفينغ لانغموير (مواليد 1881)

### سبتمبر
- 20 سبتمبر – ميريل مور (مواليد 1903)
- 26 سبتمبر – كارل باترسون شميت (مواليد 1890)

### أكتوبر
- 23 أكتوبر – فريدريك بيرتون (مواليد 1871) ممثل أمريكي.

### نوفمبر
- 8 نوفمبر – جو كونور (مواليد 1874) لاعب كرة قاعدة من الولايات المتحدة الأمريكية.
- 17 نوفمبر – جاك ريتشاردسون (مواليد 1883) ممثل من الولايات المتحدة الأمريكية.

### ديسمبر
- 10 ديسمبر – موريس إي ماكلولين (مواليد 1890) لاعب كرة مضرب من الولايات المتحدة.
- 24 ديسمبر – نورما تالمادج (مواليد 1894)
- 27 ديسمبر – آل بريدج (مواليد 1891) ممثل أمريكي.